# (7094) Godaisan
(7094) Godaisan (1992 RJ) – planetoida z pasa głównego asteroid okrążająca Słońce w ciągu 4 lat i 234 dni w średniej odległości 2,78 j.a. Została odkryta 4 września 1992 roku w Geisei przez Tsutomu Seki.